# Одвогийн Балжинням
Одвогийн Балжинням (род. 11 мая 1960, Наранбулаг, Увс) — монгольский самбист и дзюдоист, чемпион и призёр чемпионатов мира по самбо, призёр чемпионатов Азии и мира по дзюдо, участник летних Олимпийских игр 1988 года в Сеуле и 1992 года в Барселоне. Заслуженный мастер спорта Монголии. Народный учитель Монголии (2009). По дзюдо выступал в полутяжёлой и тяжёлой (до и свыше 95 кг) весовых категориях. Серебряный призёр чемпионата мира 1989 года в Белграде. Через два года стал бронзовым призёром чемпионата Азии в Осаке. На Олимпиаде в Сеуле занял 13-е место. На следующей Олимпиаде стал 9-м. Тренер сборной Монголии по дзюдо. Арзылан моге Республики Тыва (2023).